# جيمس هيوز (سياسي أمريكي)
جيمس هيوز (بالإنجليزية: James Hughes)‏ هو قاضي ومحامي وسياسي أمريكي، ولد في 24 نوفمبر 1823 في مقاطعة بالتيمور في الولايات المتحدة، وتوفي في 21 أكتوبر 1873. حزبياً، نشط في الحزب الديمقراطي. وقد انتخب عضو مجلس نواب إنديانا وانتخب عضو مجلس النواب الأمريكي.